# April Love (film)
April Love is een Amerikaanse musicalfilm uit 1957 in CinemaScope onder regie van Henry Levin. De film is gebaseerd op de roman The Phantom Filly uit 1941 van George Agnew Chamberlain en dient tevens als remake van Home in Indiana (1944).

## Verhaal
Nick Conover is een jongen uit Chicago die, na een incident met de politie als gevolg van joyriden, naar zijn oom en tante op de paardenfarm in Kentucky wordt gestuurd om zich te verbeteren. Oom Jed wil aanvankelijk niets weten van hem en Nick raakt op zijn teentjes getrapt omdat hij telkens standjes krijgt. Hij komt er echter al snel achter dat Jeds humeur ernstig wordt beïnvloed door het overlijden van zijn zoon, die omkwam op het slagveld tijdens de Koreaanse Oorlog. Sindsdien verwaarloost Jed zijn farm, waardoor er slechts één paard nog resteert, een onhandelbare hengst genaamd Tugfire. 
Al gauw leert Nick het buurmeisje Liz Templeton kennen, een tomboy die onmiddellijk valt voor de charmes van Nick. Liz maakt enkele avances, maar Nick heeft enkel oog voor haar oudere zus Fran, een stijlvolle dame die binnenkort zal huwen met Al Turner. Nick knapt de oude tractor en auto op van Jed en wint zodoende zijn respect. Ook blijkt dat Nick als enige goed overweg kan met Tugfire, waarop Jed hem besluit te trainen tot paardracer. Nick wordt de pikeur van een sulky en neemt deel aan een paardenrace. 
Op de dag van de grote finale wordt Nick opgepakt door de politie voor het overtreden van zijn proeftijd: de eisen hielden in dat hij geen auto mocht rijden, maar dit heeft hij wel gedaan. De vader van Liz overtuigt de politie ervan om Nick pas na de finale op te pakken. Nick wint de finale en wordt verliefd op Liz, die hem een alibi levert waardoor de aanklachten tegen Nick komen te vervallen.

## Rolverdeling
| Acteur           | Personage       |
| ---------------- | --------------- |
| Pat Boone        | Nick Conover    |
| Shirley Jones    | Liz Templeton   |
| Dolores Michaels | Fran Templeton  |
| Arthur O'Connell | Jed Bruce       |
| Matt Crowley     | Dan Templeton   |
| Jeanette Nolan   | Henrietta Bruce |
| Bradford Jackson | Al Turner       |

## Productie
Filmstudio 20th Century Fox was zo tevreden met Boone's optreden in zijn filmdebuut Bernardine (1957), dat dit project speciaal werd gelanceerd voor hem. Boone was razend enthousiast over het scenario, maar tegenspeelster Shirley Jones was minder te spreken over het project, omdat ze vreesde te worden getypecast in musicalfilms zoals deze.
De draaiperiode begon in juni 1957, nog voordat Bernardine was uitgebracht. De draaiperiode werd in augustus 1957 voltooid. Vanwege geloofsredenen weigerde Boone met een andere vrouw dan zijn echtgenote te zoenen; een scène waarin hij Jones een filmkus geeft moest zodoende worden herschreven.

## Ontvangst
De film werd een groot commercieel succes en werd door Boone beschouwd als zijn favoriete film. De titelsong April Love werd genomineerd voor een Oscar voor beste originele nummer, maar verloor van het lied All the Way in de film The Joker Is Wild (1957).
De Nederlandse pers erkende unaniem dat de film zoet is, maar tegelijkertijd vermakelijk. De recensent van Het Vrije Volk bewonderde de "onbezorgde vrolijkheid, heerlijke zonneschijn en bovendien de zoete stem van Pat Boone". De criticus van De Telegraaf schreef dat "men geen bewonderaar van het zoete gezang van Pat Boone [te zijn] om deze film toch te kunnen waarderen". De recensent van De Volkskrant schreef: "Er zijn een heleboel leuke scènes, wel een beetje zoet, maar fijn voor iedereen en je mag daar best dol op zijn." Ook de criticus van Het Parool sloot zich aan met deze mening: "Het is allemaal heel zoetjes, maar niet onhebbelijk. In elk geval, wat mij betreft, is de stand Boone-Presley: 1-0."